# Giacomo Fregoso
Giacomo Fregoso (né en 1340 à Gênes et mort vers 1420 dans la même ville), connu aussi sous le nom de Giacomo Campofregoso, a été doge de Gênes du 3 août 1390 au 6 avril 1391.

## Biographie
Giacomo Fregoso est le fils de Domenico Fregoso, qui fut doge de 1370 à 1378.
La date exacte du décès de Giacomo Fregoso est inconnue, il semble qu’il soit mort aux alentours de 1420.